# La Roche-Chalais

La Roche-Chalais este o comună în departamentul Dordogne din sud-vestul Franței. În 2009 avea o populație de 2.857 de locuitori.

## Evoluția populației
| An        | 1975  | 1982  | 1990  | 1999  | 2006  | 2009  |
| --------- | ----- | ----- | ----- | ----- | ----- | ----- |
| Populație | 2.997 | 2.951 | 2.860 | 2.801 | 2.765 | 2.857 |